# Protiskluzová úprava podlah
Protiskluzová úprava podlah je obecným pojmenováním pro ošetření stávajících podlahovin za účelem eliminace efektu uklouznutí. Pro zabránění kluzkosti povrchu se používají různé metody a materiály. Mezi specifičtější metody eliminace uklouznutí patří tzv. protiskluzové nátěry.  Standardnější nástroje snížení součinitele smykového tření jsou protiskluzové pásy a pásky, protiskluzové podložky a dlaždice. 

## Protiskluzové nátěry a laky
Je běžným faktem (což uvádí i většina výrobců těchto přípravků), že před nanášením protiskluzových nátěrů je třeba připravit plochu podlahy za účelem ideálního přilnutí nátěru. Velmi důležité je kompletní vyčištění povrchu od hrubých nečistot, mastnoty, nánosů prachu apod. Většina výrobců protiskluzových nátěrů v rámci samotného nátěru dodává i přípravek na přípravu podlahoviny pro aplikaci protiskluzové vrstvy.